# نبرد اسلایس
نبرد اسلایس (انگلیسی: Battle of Sluys) که در برخی منابع اسلایز هم ذکر شده یک نبرد دریایی از جنگ صد ساله است که در تاریخ ۲۴ ژوئن ۱۳۴۰ در گرفت و به عنوان یکی از اولین جنگ‌های افتتاحیه بین انگلستان و فرانسه شناخته می‌شود، این جنگ در زمان سلطنت فیلیپ ششم و ادوارد سوم (انگلستان) در مقابل شهر اسلایس فرانسه و در ورودی بین فلاندر غربی و زیلاند در گرفت.
در طول نبرد نیروی دریایی فیلیپ تقریباً به شکل کامل نابود شد و بدین وسیله ناوگان انگلستان کنترل کاملی بر کانال به دست آورد، هر چند در پایان سلطنت ادوارد، فرانسویان مجدداً ناوگان خود را بازسازی نمودند و در سال‌های بعد تبدیل به یک تهدید عمده برای انگلستان شدند